# Hadad Edomita
Hadad Edomita (zm. po 970 p.n.e.) – pochodził z rodu królów Edomu.
Gdy Joab, dowódca wojska izraelskiego króla Dawida, zajął Edom i wybił wszystkich mężczyzn w Edomie, mały Hadad uciekł ze sługami swojego ojca. Przez Maon (południową część Pustyni Judzkiej) i Paran (pustynia w centrum Półwyspu Synaj) zbiegł do Egiptu. Tam faraon dał mu mieszkanie i ziemię. Z czasem Hadad tak pozyskał względy faraona, że poślubił siostrę jego żony Tachpnes.
Na wieść o śmierci Dawida, króla Izraela, i zabójstwie Joaba powrócił do Edomu.
Hadad i siostra królowej Tachpnes mieli syna Genubata.